# Cammer (Planebruch)
Cammer ist ein Ortsteil der Gemeinde Planebruch im Amt Brück, Landkreis Potsdam-Mittelmark (Brandenburg).

## Geographie
Cammer liegt an der Grenze des Glogau-Baruther Urstromtals – zu dem auch die Belziger Landschaftswiesen gehören – und des Höhenzugs der Zauche. In Sichtweite befindet sich der Fläming. Der Dorfkern liegt etwa 43 m über dem Meeresspiegel. Innerhalb des Dorfkerns gibt es kaum Höhenunterschiede. Einige Beispiele können das verdeutlichen:
- an der Rosenmüller Mühle: 44,56 m ü. NN (Normalnull)
- an der Schule: 43,28 m ü. NN
- an der Ecke Kietzstr.: 42,26 m ü. NN
- Kietzstraße 13: 42,25 m ü. NN

Die gesamte Nutzfläche von Cammer beträgt 954,6 ha. Diese teilt sich in 522,68 ha Ackerfläche, 423 ha Wiesen und etwa 9 ha Gartenland. Das ehemalige Rittergut Cammer hatte eine Gesamtfläche von 1200 ha, unter Einschluss von Oberjünne, heute ein Ortsteil der Gemeinde Planebruch. Die Südgrenze des Dorfes bildet der Fluss Plane. Nach Angaben des Vermessungsamtes des Landkreises Potsdam-Mittelmark liegt der geographische Mittelpunkt des Landkreises am Forsthaus Tornow, das auf der Gemarkung Cammer liegt.

## Geschichte
Als urkundliche Ersterwähnung von Cammer darf wahrscheinlich die Nennung einer Brauerin namens Katharina de Camere im „Schöppenbuch der Stadt Treuenbrietzen“ gelten, die bei ihrem Tod 1333 alle Güter ihrer Tochter gleichen Namens vermachte. Bei dem Personennamen de Camere handelt es sich sehr wahrscheinlich um einen Herkunftsnamen. Dabei ist davon auszugehen, dass es sich dabei um dieses Cammer handelt. Reinhard E. Fischer nimmt einen übertragenen Ortsnamen an, höchstwahrscheinlich von Ter Kameren, La Cambre, einem Zisterzienserinnenkloster in der Gemeinde Ixelles/Elsene in der Region Brüssel-Hauptstadt (Belgien). Ter Kameren wurde 1208 zum ersten Mal urkundlich erwähnt. Eine mögliche Zwischenstation der Übertragung war vielleicht Kamern im Landkreis Stendal (Ersterwähnung: 1354). Die Etymologie des Ausgangsortes Ter Kameren gehört zum mittelniederländischen „Kamer f.“, das unter anderem die Bedeutung „Hütte, kleines Haus“ besaß. Das feminine Geschlecht des Namens stimmt mit dem des niederländischen Ausgangsortes überein. Falls diese Erklärung zutrifft, müsste eigentlich bei Cammer in der weiblichen Form, also von „die Cammer“ gesprochen werden.

### Vorgeschichte
Sicher gab es hier jedoch vor über 2.000 Jahren eine Ansiedlung. Immer wieder wurden rund um Cammer Urnengräberfelder gefunden. Sowohl die Bauern als auch die Forstarbeiter fanden einzelne Urnen, Gegenstände, wie Feuersteine und aus Knochen gefertigte Geräte. 1926, 1961, 1965 und 1966 gab es umfangreiche Ausgrabungen bei und in Cammer. Das Gräberfeld wurde für die Zeit zwischen 100 Jahre v. Chr. und 150 Jahre n. Chr. datiert.

### Besitzgeschichte

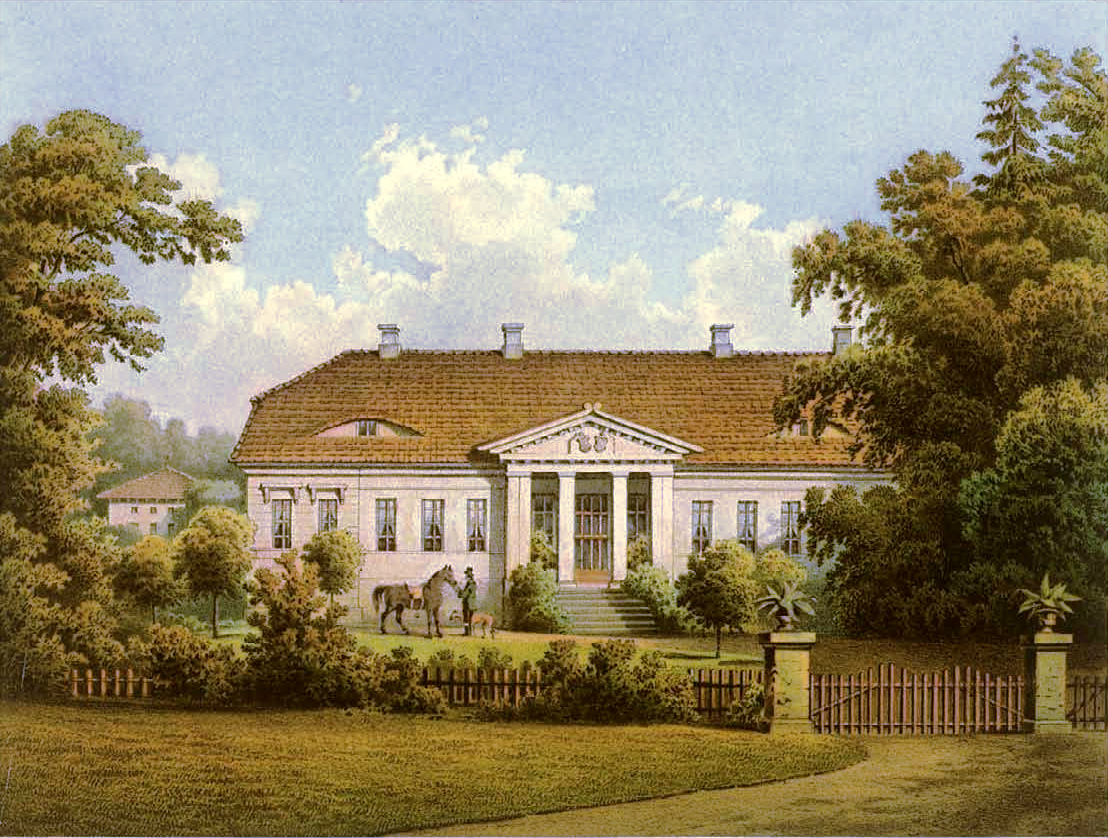
Rittergut Cammer um 1863/64, Sammlung Alexander Duncker

Das Dorf wurde wahrscheinlich um 1200 im Zuge des Landesausbaus der Zauche angelegt. Im Jahre 1375 gehörte das Rittergut Cammer zum Besitz des Wichard von Rochow auf Golzow. Im Jahre 1578 kam das Rittergut Cammer an die Familie von Arnim. Im Jahre 1579 wird ein Rittersitz in Cammer erwähnt. Dieser befand sich an der ehemaligen Burgstelle. Im Jahre 1609 kauften die Herren von Broesigke den Rittersitz, den sie bis 1945 besaßen. Einer der ersten Broesigkes waren Eustachius und nachfolgend Tobias. Sein Sohn und weitere Vertreter derer von Broesigke auf Cammer begannen ihre Karrieren dann auf der Ritterakademie am Dom zu Brandenburg. Friedrich von Broesigke (1731–1790) war dort und ging dann zum Studium, war Geheimer Kriminalrat und Domherr zu Magdeburg. Friedrich jun. von Broesigke wurde Ritter des ehrwürdigen Johanniterordens. Er starb 1832 auf der Dominsel Brandenburg. In der übernächsten Generation folgte der Sohn des Gutsherrn Rudolf Friedrich, Maximillian, der wiederum zum Militär ging und den Dienstrang Major erreichte. Albert von Broesigke (1797–1867) errichtete in Cammer 1829 den herrschaftlichen Neubau, nachdem das alte Gutshaus mit den gesamten Wirtschaftsgebäuden bei einem Brand zerstört worden war. Das erstmals 1879 publizierte Generaladressbuch der Gutsbesitzer für Preußen und die Provinz Brandenburg weist für Cammer und Öberjunne 1011 ha Fläche aus, davon immerhin 652 ha Wald. Die Daten des Besitztums blieben dann über viele Jahrzehnte stabil. Für 1914 nennt Heino von Brösigke das Rittergut Cammer und das nicht kreistagsfähige Gut Oberjünne sein Eigentum. Die Begüterung war damals gesamt 1070 ha groß. Es wurde nur eine kleine Landwirtschaft betrieben, im Vordergrund standen die Forsten. Als Verwalter fungierte Förster Goebel. Der Eigentümer selbst wohnte hauptsächlich in Berlin. Das letztmals genau vor der großen Wirtschaftskrise 1929/1930 veröffentlichte Brandenburgische Güteradressbuch führt die von Broesigk’sche Erben als Grundherren auf, Verwalter war noch immer Förster Goebel. Die Besitzung wurde weiterhin mit 1070 ha angegeben. Im Ort sind weiter größere Höfe, die des Hans Brätz mit 47 ha, die 34 ha des Julius Fischbeck, August Krause führt 44 ha als Eigentum, Friedrich Wendt 37 ha und Willi Wilke mit 33 ha Land.
Das Herrenhaus wurde 1949 bis 1950 abgetragen. Der Park umfasst noch heute 12 Hektar und besitzt einen umfangreichen Altbaumbestand mit zahlreichen Teichen und Inseln. Das Forst- und Gartenhaus, der Eiskeller und der Pferdestall sowie der Grabhügel, wo der 1911 in Cammer geborene Heino von Broesigke, 1996 als Letzter seiner Hauslinie begraben wurde, sind erhalten geblieben.
Bis zum Jahr 1815 war Cammer ein Grenzort. Entlang der Plane verlief die Grenze zwischen Sachsen und Brandenburg. Drei unter Denkmalschutz stehende Grenzsteine erinnern noch daran.

## Politik
Ortsvorsteher von Cammer ist Lars Charlier. Einen Ortsbeirat gibt es nicht. Ehrenamtlicher Bürgermeister der Gemeinde Planebruch ist Dr. Stephan Burow.

## Einwohnerentwicklung
- 1812: 430 Einwohner
- 1835: 535 Einwohner
- 1859: 789 Einwohner
- 1925: 835 Einwohner
- 1945: 1.200 Einwohner (viele Flüchtlinge)
- 1983: 575 Einwohner
- Gegenwart: 451 Einwohner

## Sehenswürdigkeiten

### Bockwindmühle

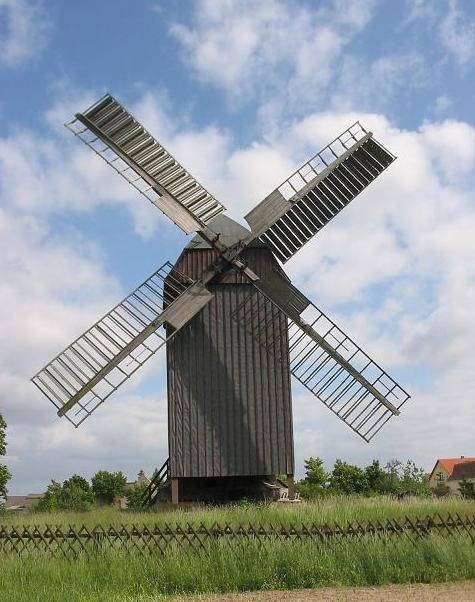
Windmühle

Umfassend restaurierte Bockwindmühle mit Jalousieflügeln und Vermahlungstechnik wie Schrotgang, Motormahlsystem mit Walzenstuhl und Wurfsichter, Quetsche. Die Mühle ist windgängig. Windmühlenstandort seit 1700 unter der Gutsherrschaft zu Cammer. Um 1830 wird die Mühle durch den Müllergesellen Zschinsky gekauft. 1878 geht sie an Carl Spiesecke aus Ragösen. Dessen Familie betrieb Mühle, Bäckerei und kleine Landwirtschaft. 1894 wird die Mühle durch einen Sturm umgeworfen. Noch im gleichen Jahr erfolgt Ankauf und Umsetzung der heutigen Mühle aus der Gegend des Heiligen Sees in Potsdam. 1934 Einbau von zwei Elektromotoren, einem Walzenstuhl und Elevatoren. Ab 1939 wird die Mühle nur noch mit Elektroenergie betrieben. 1951 Stilllegung der Mühle und langsamer Zerfall. Ab 1984 Rekonstruktion. Mehrere Restaurierungen nach Verfall, letzte bis 2008.

### Rosenmüllers Holländermühle
Kleiner gewerblicher Mühlenbetrieb in ehemaliger Turmwindmühle von 1833 mit Anbau um 1890, 6 t Rückschüttmühle, 2 Walzenstühlen (500-er und 600-er), Pneumatik, 4-teiliger Plansichter, ein 600-er Walzenstuhl zum Schroten und Quetschen, Reinigung: Happler, Präsident, Schäl- und Bürstmaschine, Netzschnecke, Rundkorntrieur, Quetsche, Sechskanter Doppelstühle, Plansichter, Reinigung, Antrieb über Elektromotor. Nutzung als gewerblicher Mühlenbetrieb, Herstellung von Roggenbackschrot, Verkauf von Futtermitteln.
Aktivitäten: Mühlenführung auf Anfrage, besonders für Schulklassen und Kindergartengruppen.

### Dorfkirche

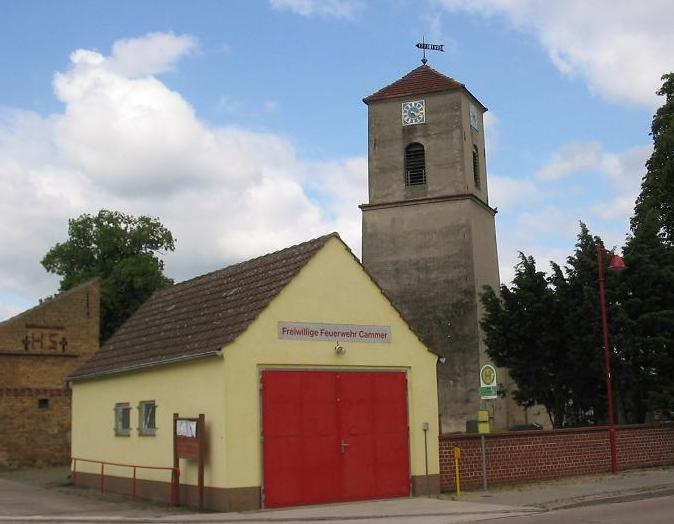
Dorfkirche mit Feuerwehr

Die Dorfkirche Cammer ist ein im Kern mittelalterlicher Saalbau, der im Jahr 1775 nach Osten hin erweitert wurde. Ende des 19. Jahrhunderts kam eine Apsis hinzu. Das Kirchenschiff hat eine Länge von ca. 22 m und eine Breite von 8,60 m. Die Traufhöhe des Schiffes liegt bei ca. 5,5 m, Dachneigung ca. 40°. Der Turm mit einem Grundriss von ca. 6 × 5,40 m ist bis zur Spitze seines Walmdaches ca. 22 m hoch. Die gemauerten Außenwände sind auf einem Feldsteinfundament gegründet. Sanierung des Daches, des Turms und der Außenhülle im Jahr 2014 abgeschlossen, so dass die Fassade jetzt mit ockerfarbenem Lehmputz versehen ist.

### Grenzsteine
Drei Grenzsteine von 1582 erinnern an die bis zum Wiener Kongress 1814/1815 südlich von Cammer verlaufende sächsisch-brandenburgische Grenze.

### Gutspark
Um 1800 wurde der Schlosspark in Cammer nach dem Wörlitzer Muster angelegt. Er umfasst eine Gesamtfläche von 12 ha, das sind 48 Morgen. Im Gutspark befinden sich Pfauen und Fasanenvolieren. Dazu ein Vogelhaus mit Wellen- und Nymphensittichen. Auf den Teichen neben Mandarinenten auch Schwarzschwäne. Malerische Kanäle, Holzbrücken und verwunschene Pfade laden zum Spaziergang ein. Das Schloss selbst wurde 1949 abgerissen. Auf einem Grabhügel wurden die Mitglieder der Gutsherrschaft, der Familie von Brösigke beigesetzt. Neben Heino von Brösigke-Cammer sein älterer Bruder Harald (1910–1938) und die Vorgeneration. Im Park und im Dorf erläutern einige vom Dorf- und Heimatverein aufgestellte Tafeln die Schloss- und Parkgeschichte.

## Freizeit und Veranstaltungen

### Vereinsleben
In Cammer gibt es ein reges Vereinsleben. Der älteste Verein ist der „Gemischte Chor Cammer“, der 1886 gegründet worden ist. Zum Verein gehören auch die Cammertänzer, die 2008 gegründet worden sind. Ein Tanzensemble, das inzwischen im ganzen Landkreis bekannt ist und schon auf der IGW aufgetreten ist.
Der Dorf- und Heimatverein Cammer ist der jüngste, er wurde im Nachgang der 675-Jahr-Feier im Jahr 2009 gegründet. Der Angelverein existiert seit 1961, die AWO-Ortsgruppe wurde 1993 gegründet. Der Feuerwehrverein unterstützt seit 2006 die Kameraden der Freiwilligen Feuerwehr, die es ebenfalls im Dorf gibt. Sie hat eine Einsatzabteilung, die zum Löschzug Golzow gehört, eine Jugendabteilung und eine Ehrenabteilung.

### Regelmäßige Veranstaltungen
- Deutscher Mühlentag (Pfingstmontag) an der Bockwindmühle
- Oldtimertreffen im Gutspark, 2. Sonntag im Juli
- Glühwürmchennacht, am letzten Wochenende im Juni, geführter Spaziergang durch den Gutspark rund um das Glühwürmchen
- Teilnahme am Tag des offenen Denkmals (2. Sonntag im September)
- Aktionstag „Feuer und Flamme für unsere Museen“ (letzter Samstag im Oktober) jeweils an der Bockwindmühle

### Lebendige Traditionen
- Herrentuten, zehn Tage lang vor Weihnachten helfen Konfirmanden dem Christkind auf die Erde, in dem sie durchs Dorf gehen und durch Schalmeienklänge das Fest ankündigen, zu Silvester erfolgt ein erneuter Rundgang mit Neujahrswünschen und einsammeln von Gaben. Eine Interessengemeinschaft hat im Jahr 2019 den Antrag gestellt, das Herrentuten in die Liste des immateriellen Kulturerbes des UNESCO gestellt.
- Osterfeuer am Karsamstag
- Maibaumaufstellung am 1. Mai
- Pfingstmaien, zu Pfingsten werden die Hauseingänge mit Birkenzweigen geschmückt
- Einheitsfeuer, am Vortag des Tages der Einheit (3. Oktober) wird ein Feuer entzündet

## Weitere Literatur
- Reinhard E. Fischer: Brandenburgisches Namenbuch. Teil 1: Zauche. Böhlau, Weimar 1967.
- Horst Geisler, In: Veröffentlichungen des Museums für Ur- und Frühgeschichte Potsdam, (Sammelband), Hrsg. Sieglind Kramer, Verlag der Wissenschaften, Berlin, Potsdam 1971.
- Horst Geisler: Ausgrabungen und Funde. Nachrichtenblatt für Vor- und Frühgeschichte. (Hefte), Akademie-Verlag Berlin, 1963 und 1967.
- Peter P. Rohrlach: Historisches Ortslexikon für Brandenburg. Teil V: Zauch-Belzig. Hermann Böhlaus Nachfolger, Weimar 1967